# Јован Баћовић
Јован Баћовић (Кленак, Бањани 1810 — Каменско, Бањани 1862), био је црногорски капетан и војвода, син Васиља Баћовића. Рођен је у тадашњој Херцеговини а данашњој Црној Гори.
У манастиру Косијерево је стекао основе писмености. Манастир је тада био не само духовни центар већ и културни и политички.
Организовао је Херцеговачки устанак 1852. године и уз кнеза Ђока Миљанића био један од најистакнутијих вођа Бањана. Мирио је породице у Кривошијама све у циљу бољег одупирања Турцима.
Године 1855. са осталим Бањанима је напао Кулу Кинковића у Велимљу и протерао је турске страже у Бањанима. Због одлучне борбе против Турака књаз Никола га је поставио за капетана Бањана. Уочи битке на Грахову, сукобио се са турском претходницом на Вилусима. Учествовао је у бици код Трубјеле када је убијен Салих-паша. Успио је да задржи турске јединице на Пилатовцима 1862. год.
На збору херцеговачких старешина на Цетињу 13. марта 1859. године проглашен је за војводу од стране књаза Данила.
Јован Баћовић је био један је од најугледнијих људи тог доба. Не само што је био храбар ратник већ се истакао и као врстан дипломата и политичар. Био је присутан током склапања споразума између Турака и устаника у Дубровнику јуна 1858. године. Преговарао је са француским и енглеским конзулом у Корјенићима и био је предводник више делегација које су преговарале са Дервиш-пашом у Мостару.

Јован Баћовић је војвода Бањана, опеван је у епским пјесмама, а погинуо је током борбе на Коти никшићкој. Његов син је Максим Баћовић.